# Heilig Hartkerk (Hazebroek)
De Heilig Hartkerk (Frans: Église du Sacré-Cœur) is een voormalige parochiekerk in de stad en gemeente Hazebroek, gelegen aan de Rue de Merville, in het Franse Noorderdepartement.
De kerk werd gebouwd in een wijk die werd bevolkt door textielarbeiders die werkten bij de weverij aan de Rue de Merville. De kerk werd ingezegend in 1912, maar in 2015 werd hij gesloten omdat een deel van het dak was ingestort en er geen geld was voor herstel.
Het is een simpel kerkje voorzien van een deels houten dakruitertje.